# ロブ・ラスムッセン
ロバート・ポール・ラスムッセン（Robert Paul Rasmussen, 1989年4月2日 - ）は、アメリカ合衆国・カリフォルニア州ロサンゼルス郡パサデナ出身の元プロ野球選手（投手）。左投右打。

## 経歴

### プロ入り前
2007年のMLBドラフトでロサンゼルス・ドジャースから27巡目指名されたが、カリフォルニア大学ロサンゼルス校へ進学した。進学後は3年間で46試合に登板し、15勝7敗1セーブ・防御率3.98だった。

### マーリンズ傘下時代
2010年のMLBドラフト2巡目（全体73位）でフロリダ・マーリンズから指名され契約。A級グリーンズボロ・グラスホッパーズで5試合に登板し、防御率1.35だった。
2011年はA+級ジュピター・ハンマーヘッズで28試合に登板し、12勝10敗・防御率3.64だった。
2012年はA+級ジュピターで開幕を迎え、16試合に登板し、4勝7敗・防御率3.90だった。

### アストロズ傘下時代
2012年7月4日にカルロス・リーとのトレードで、マット・ドミンゲスと共にヒューストン・アストロズへ移籍した。移籍後は傘下のAA級コーパスクリスティ・フックスで11試合に登板し、4勝4敗・防御率4.80だった。

### ドジャース傘下時代
2012年12月19日にジョン・イーライとのトレードで、ロサンゼルス・ドジャースへ移籍した。
2013年は傘下のAA級チャタヌーガ・ルックアウツとAAA級アルバカーキ・アイソトープスでプレー。AAA級アルバカーキでは12試合に登板し、0勝7敗・防御率6.46だった。

### ブルージェイズ時代
2013年9月1日にマイケル・ヤングとのトレードでフィラデルフィア・フィリーズへ移籍。オフの11月20日にフィリーズとメジャー契約を結び、40人枠入りを果たした。しかし、12月3日にブラッド・リンカーンとのトレードで、エリック・クラッツと共にトロント・ブルージェイズへ移籍した。
2014年3月10日にAAA級バッファロー・バイソンズへ異動し、そのまま開幕を迎えた。開幕後はAAA級バッファローでリリーフとして13試合に登板し、5月20日にメジャーへ昇格。同日のボストン・レッドソックス戦でメジャーデビュー。7回1死から登板し、デビッド・オルティーズを一塁ゴロに抑え、打者一人で降板した。
2015年、ブルージェイズでは1試合に投げただけだった。

### マリナーズ時代
2015年7月31日にマーク・ロウとのトレードで、ニック・ウェルズ、ジェイコブ・ブレンツと共にシアトル・マリナーズへ移籍した。マリナーズでは大幅に出番が増えて19試合に登板したが、防御率10.67と打ち込まれた。しかし、メジャー初勝利含む2勝を挙げ、奪三振率10.0をマークするなど、プラス要素もあった。ブルージェイズとの合算では20試合の登板で、防御率9.98・2勝1敗・WHIP2.22・奪三振率10.0という成績を残した。

### エンゼルス時代
2015年12月23日、ウェイバー公示を経てロサンゼルス・エンゼルスに移籍した。
2016年のスプリングトレーニングに参加したが、3月15日に現役引退を発表した。引退後は経営学修士(MBA)を取得したいとしている。

## 詳細情報

### 背番号
- 59 (2014年 - 2015年7月30日)
- 50 (2015年7月31日 - 同年終了)